# Parma (provins)
Provinsen Parma (it. Provincia di Parma) er en provins i regionen Emilia-Romagna i det nordlige Italien. Parma er provinsens hovedby.
Der var 392.976 indbyggere ved folketællingen i 2001.

## Geografi
Provinsen Parma grænser til:
- i nord mod Lombardiet (provinserne Cremona og Mantova),
- i øst mod provinsen Reggio Emilia,
- i syd mod Toscana (provinsen Massa-Carrara) og mod Liguria (provinserne La Spezia og Genova) og
- i vest mod provinsen Piacenza.

## Kommuner
- Albareto
- Bardi
- Bedonia
- Berceto
- Bore
- Borgo Val di Taro
- Busseto
- Calestano
- Collecchio
- Colorno
- Compiano
- Corniglio
- Felino
- Fidenza
- Fontanellato
- Fontevivo
- Fornovo di Taro
- Langhirano
- Lesignano de' Bagni
- Medesano
- Monchio delle Corti
- Montechiarugolo
- Neviano degli Arduini
- Noceto
- Palanzano
- Parma
- Pellegrino Parmense
- Polesine Zibello
- Roccabianca
- Sala Baganza
- Salsomaggiore Terme
- San Secondo Parmense
- Sissa Trecasali
- Solignano
- Soragna
- Sorbolo Mezzani
- Terenzo
- Tizzano Val Parma
- Tornolo
- Torrile
- Traversetolo
- Valmozzola
- Varano de' Melegari
- Varsi

44°48′N 10°20′Ø / 44.8°N 10.33°Ø